# کریپتوکروم
کریپتوکروم (انگلیسی: Cryptochrome)، (از یونانی κρυπτός χρώμα، "رنگ پنهان") دسته‌ای از فلاوپروتئین‌ها هستند که به نور آبی حساس هستند. آن‌ها در گیاهان و جانوران یافت می‌شوند. کریپتوکروم‌ها در ریتم ساعت شبانه‌روزی بیولوژی گیاهان و جانوران و احتمالاً در سنجش میدان‌های مغناطیسی در برخی از گونه‌ها نقش دارند. نام کریپتوکروم به عنوان یک تکواژ چندوجهی (پورتمانتو) ترکیبی از (cryptic nature of the photoreceptor) طبیعت رمزآلود گیرنده نوری و (Cryptogam) ارگانیسم‌های رمزنگاری ارائه شد که بسیاری از بررسی‌های طیف مرئی نور آبی بر روی آن‌ها انجام شده‌است.
دو ژن (Cry1) و (Cry2) برای دو پروتئین کریپتوکروم؛ (CRY1) و (CRY2) کدگذار هستند. در حشرات و گیاهان، CRY1 ساعت شبانه‌روزی را به روشی وابسته به نور تنظیم می‌کند، در حالی که، در پستانداران، CRY1 و CRY2 به عنوان مهارکننده‌های مستقل از نور، از اجزای ژن ساعت (CLOCK-BMAL1) ساعت شبانه‌روزی عمل می‌کنند. در گیاهان، می‌توان از استنتاج نوری با نور آبی برای نشانه‌گذاری رشد استفاده کرد.
علاوه بر کلروفیل‌ها، کریپتوکروم‌ها تنها پروتئین‌های شناخته شده برای تشکیل جفت‌های رادیکال ناشی از عکس در داخل بدن هستند.